# Камкин, Алексей Дмитриевич
Алексей Дмитриевич Камкин (15 октября 1952, Ленинград, РСФСР, СССР) — советский гребец (академическая гребля). Заслуженный мастер спорта СССР (1981).
Проходил подготовку в ленинградском гребном клубе «Знамя» под руководством Михаила Баленкова, позже был подопечным тренера Владимира Малика.

## Достижения
- Серебряный призёр Олимпийских игр 1980 в четверке без рулевого (с В.Елисеевым, А.Кулагиным, В.Долининым)[6].
- Чемпион Мира 1981 в четверке без рулевого. Серебряный призёр чемпионата Мира  1982 в четверке без рулевого[7].
- Победитель Международной Мангеймской регаты 1981, 1982
- Победитель открытого Чемпионата Франции 1982[8]
- Победитель Международной Люцернской регаты 1975, 1981
- Победитель Международной регаты на приз Королевской ассоциации паруса и гребли Нидерландов 1983
- Чемпион СССР 1980,1981,1982[9]

## Образование
- ГДОИФК им. П.Ф. Лесгафта.